# Gowin Knight
Gowin Knight (nacido en Corringham, Essex, Inglaterra en 1713, fallecido el 8 de junio de 1772) fue un científico e inventor británico, particularmente conocido por su desarrollo de un proceso para crear acero fuertemente magnetizado en 1745. El acero magnetizado tenía una importante función en las brújulas como parte de la aguja. Un artesano londinense, George Adams, creó un negocio en torno a las brújulas de Knight. Sus brújulas mejoradas fueron usadas por la Royal Navy desde 1752.
También es recordado como el primer bibliotecario del British Museum desde su nombramiento en 1756. Activo científico, fue miembro de la Royal Society y ganó su medalla Copley en 1747.